# Vaporwave
Vaporwave é um gênero musical, um estilo de arte visual e um meme que surgiu no início da década de 2010 entre algumas comunidades da internet.
O conceito é caracterizado por uma fascinação nostálgica pela estética dos anos 80 e 90, abrangendo referências a diversos aspectos culturais produzidos à época. Tais referências podem estar relacionadas aos meios artísticos, tecnológicos (incluindo computadores e jogos eletrónicos), publicitários, entre outros. Frequentemente, também podem ser observadas referências à cultura nipônica, às esculturas neoclássicas, ao pós-modernismo, às músicas comerciais e à estética cyberpunk. Sua vertente musical foi bastante influenciada por outros gêneros que eram muito presentes na época, dos quais podem ser citados o lounge, o jazz suave e as músicas de elevador. Os samples musicais são predominantes no gênero, frequentemente com sua tonalidade sonora modificada, por vezes podem ser utilizados em camadas ou até mesmo alterados usando o estilo clássico de chopped and screwed. Um dos pontos principais do estilo é a frequente preocupação crítica ou satírica com o consumismo capitalista, a cultura popular e  alegorias do new age.

## História
O Vaporwave surgiu como um estilo nascido da Internet, derivado do trabalho de artistas do pop hipnagógico como Ariel Pink e James Ferraro. Os álbuns Chuck Person's Eccojams Vol. 1, de  Daniel Lopatin (Oneohtrix Point Never), e Far Side Virtual, de James Ferraro, são frequentemente creditados como marcos iniciais no desenvolvimento do vaporwave.
Em 2011, o álbum Floral Shoppe, da artista Vektroid, se tornou o primeiro álbum do gênero vaporwave a ganhar reconhecimento popular, com ajuda de comunidades online, notoriamente o board /mu/ (música) do 4chan. Nos anos seguintes, o gênero encontrou espaço mais amplo entre websites como Bandcamp, SoundCloud, Last.fm e 4chan, e  continuou a evoluir em com o surgimento de artistas como Skylar Spence e Blank Banshee, adotando sons que "promovem uma alusão ao virtual plaza , mas que significamente transcendem-no".
Outros subgêneros do vaporwave incluem Mallsoft, que "conjura o muzak tocado nos shopping centers".
Em 2015, a MTV promoveu um rebranding profundamente inspirado pela estética vaporwave e  seapunk. Na contramão, o Tumblr lançou o Tumblr TV, com um visual vagamente inspirado na MTV no inicio da década de 1990. De acordo com o jornalista Jordan Pearson, da Motherboard, o site de tecnologia da revista Vice, esta mudança significaria "a morte do gênero", já que "é nesse lugar (em mídias como a MTV) que o impulso cínico que inspirou o vaporwave é ao mesmo tempo assimilado e apagado — onde sua fonte de inspiração nasce e vive." Os artistas frequentemente adotam escultura clássica, web design da década de 1990, renderizações de computador, Glitch Art, VHS, fita cassete, obras de arte da Ásia Oriental e cyberpunk.
Em novembro de 2015, de acordo com uma lista de "10 artistas que você precisa saber" da Rolling Stone, o álbum de 2814, 新しい日の誕生 (Birth of a New Day) encontrou o sucesso dentro de um "bolso pequeno e apaixonado da Internet." 2814 citou Boards of Canada, Steve Roach, Vangelis, Burial e Sigur Rós como influências. No mesmo ano, o álbum I'll Try Living Like This, de Death's Dynamic Shroud.wmv apareceu na 15ª posição na lista de "50 Melhores Álbuns de 2015" da revista britânica Fact.

## Interpretações
Vaporwave foi descrito como "um aviltante da música comercial" numa tentativa de revelar as "falsas promessas" do capitalismo. O compositor  Adam Harper de Dummy Mag descreve o vaporwave sendo um "verdadeiro aceleracionista irônico e satírico"; notando que o próprio nome "vaporwave" é tanto um assentimento ao vaporwave, quanto a ideia de energia libidinal sendo submetida a sublimação implacável sob o capitalismo.
O crítico Simon Reynolds descreveu o projeto Chuck Person, do músico Daniel Lopatin, como "relacionado a memória cultural e o utopismo enterrado dentro das comodidades capitalistas, sobretudo aquelas relacionadas a tecnologia de consumo na área de computação e entretenimento de áudio e vídeo".
情報デスクVIRTUAL (Jouhou Desuku VIRTUAL), um dos pseudônimos de Vektroid, descreve seu álbum 札幌コンテンポラリー (Sapporo Contemporary) como "um breve vislumbre dentro das novas possibilidades da comunicação internacional" e "uma paródia da hipercontextualização americana da Ásia digital em meados dos anos 1980."
O educador musical Grafton Tanner argumentou em seu livro de 2016, Babbling Corpse: Vaporwave and the Commodification of Ghosts que o vaporwave "é uma rebelião contra o exuberante e incontrolado capitalismo, particularmente em sua abordagem da nostalgia".

## Tendências diversas
Simpsonwave foi um fenômeno do YouTube popularizado pelo usuário Lucien Hughes. Consiste principalmente em vídeos com cenas da série americana animada de The Simpsons com variadas canções steamwave. Os vídeos são muitas vezes editados com efeitos de distorção VHS e filtros de vídeo de coloração roxa, dando-lhes uma sensação "alucinatória e transportativa".
Fashwave (junção de "fascista" e "vaporwave"), é um subgênero em grande parte instrumental de vaporwave e synthwave, com os títulos das faixas com teor políticos e batidas sonoras ocasionais, que se originou em cerca de 2015 no YouTube. Em 2017, Penn Bullock e Eli Penn da revista Vice apresentou um relatório sobre o fenômeno da fascistas auto-denominados e membros da direita alternativa se apropriando de música vaporwave e sua estética, descrevendo fashwave como 'a primeira música fascista que possuí bastante facilidade nos ouvidos para ter apelo mainstream.
Trumpwave concentra-se em Donald Trump. A Vice escreve que o sub-gênero Trumpwave explora a ambivalência de vaporwave para a cultura corporativa com que ele se engaja, permitindo-lhe reformular Trump como "o herdeiro moderno dos 80 anos mitificados, uma década que é levada a defender a pureza racial e o capitalismo desencadeado". Michael Hann, do The Guardian, observa que o movimento não é sem precedentes; Ramos semelhantes ocorreram em punk rock na década de 1980 (Oi!) e black metal na década de 1990 (Viking metal). Como esses gêneros, Hann acredita que há pouca chance de que fashwave "afete o mainstream".

## No Brasil
Pelo frequente uso de samples, a maioria das músicas lançadas por esses artistas estão disponíveis apenas via Soundcloud, Bandcamp e Youtube, que por si só combina com a estética do estilo.
E um dos principais artistas desse gênero na cena nacional é o Windows96.